# Рабье, Бенжамен
Бенжаме́н Рабье́ (фр. Benjamin Rabier; 30 декабря 1864, Ла-Рош-сюр-Йон, департамент Вандея — 10 октября 1939, Фавроль, департамент Эндр, Франция) — французский художник-график, литератор, книжный иллюстратор, автор комиксов, один из пионеров анималистической мультипликации.

## Биография и творчество

### Детство и юность
Родился 30 декабря 1864 года в Ла-Рош-сюр-Йон в рабочей семье, родом из Эндра. Мать, Мари Массон (фр. Marie Masson) была дочерью трактирщика, отец — помощником столяра. Когда мальчику было пять лет, семья переехала в Париж. Способности к рисованию проявились в детстве. Согласно автобиографии художника, первая проба кисти состоялась в пятилетнем возрасте, результатом стало перекрашивание двери столовой в зелёный цвет, не оценённое родителями. В 1879 и 1880 годах Рабье становился победителем на городском конкурсе на лучший рисунок.
Семья жила в бедности, с четырнадцати лет Бенжамен стал самостоятельно зарабатывать на жизнь. Занимался сортировкой кабошонов для торговцев церковными украшениями, был служащим банка Caisse commerciale, работал в Кассе депозитов и текущих счетов.
В 1885 году призван в армию, назначен в 33-й пехотный полк в Аррасе. В годы службы много времени проводил в библиотеках, изучая альбомы Жана Гранвиля, Гюстава Доре, Оноре Домье. Оформлял зал славы полка, в связи с чем был командирован в Париж, где познакомился с художником-карикатуристом Каран д’Ашем. Закончил службу в 1889 году в чине сержант-майора. Вернувшись в Париж, работал бухгалтером в Bon Marché, на Центральном рынке Ле-Аль, контролёром в Новом цирке и др.
По рекомендации Каран д’Аша начинает сотрудничество с журналами «Chronique Amusante», «Gil Blas illustré» и др. До 1895 года больше известен в Англии (работы публиковались в журналах «Scraps», «Pictorial Comic Life», «Pick Me Up») и США («Puck»).

### Начало карьеры

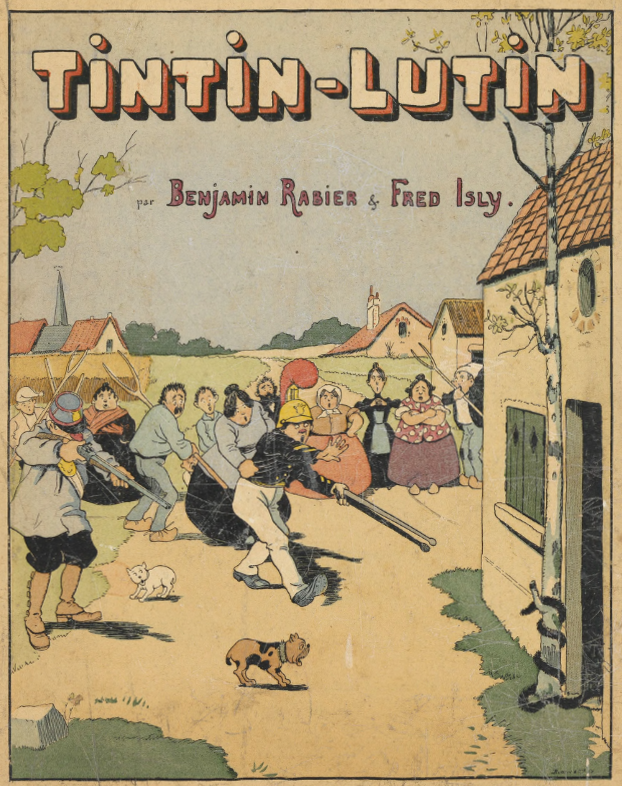
Обложка «Tintin-Lutin». 1898

В 1894 году Рабье женился на Софи Жиру (фр. Sophie Giroux), семья поселилась на улице Сежур (фр. Ségur). У пары родились трое детей — сын Бенжамен (1895) и дочери Сюзанна (1897) и Симон (1911).
В середине 1890-х годов приходит успех — рисунки Рабье регулярно публикуются в журналах «Rire» и «Pêle-Mêle», с 1899 года он выступает с еженедельными разворотами в «Journal Amusant», в 1897 году участвует в работе над коллективным альбомом. Параллельно продвигалась и карьера чиновника в Ле-Аль.

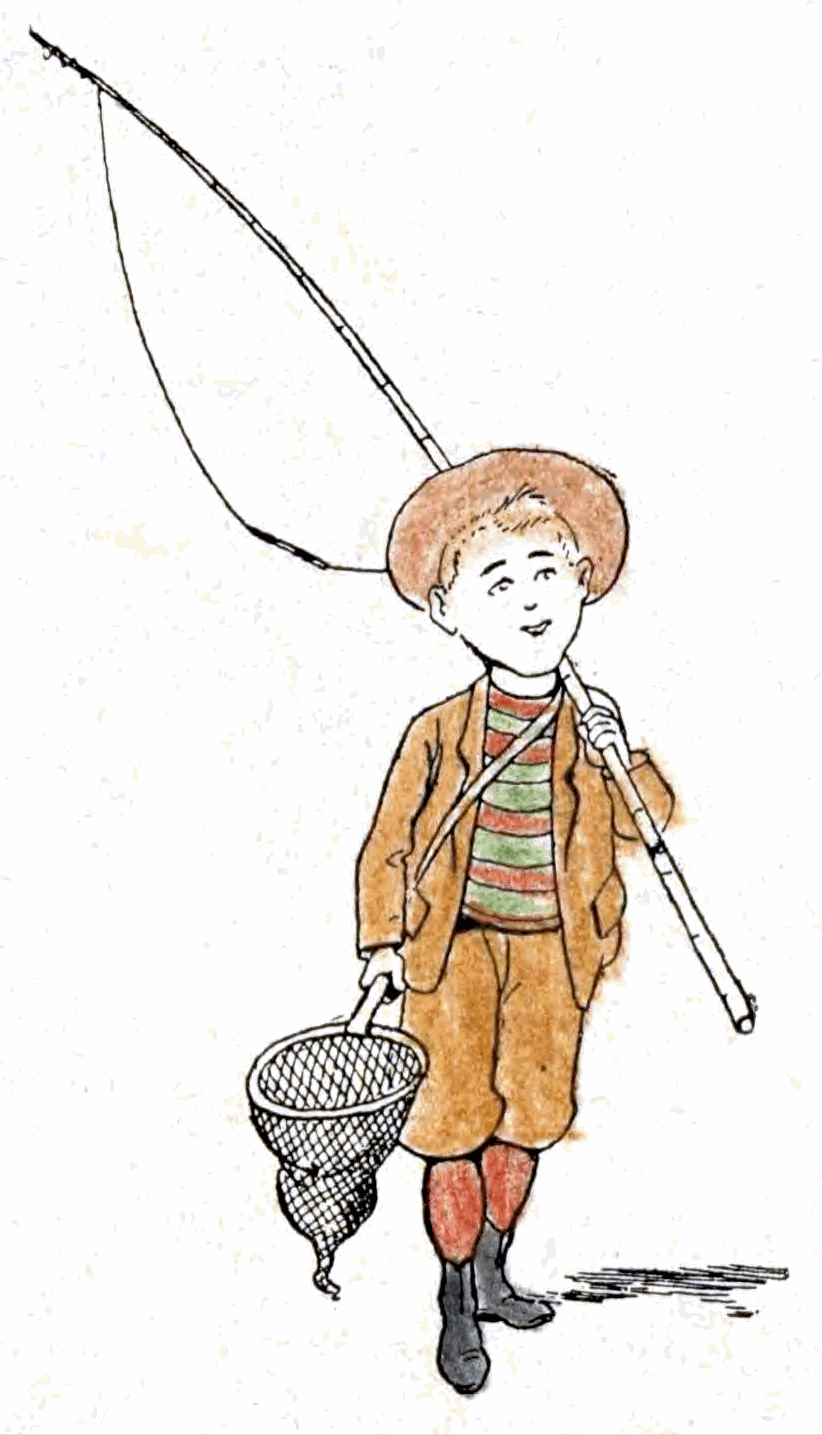
Tintin-Lutin

В 1898 году Рабье выпустил свой первый иллюстрированный альбом для детей «Tintin Lutin», объединяющий истории в картинках о приключениях созданного им персонажа — мальчика Мартина по прозвищу Tintin-Lutin. Шалун с белобрысым чубчиком, в клетчатых бриджах для гольфа впервые появился на страницах журнала «Rire» (автор текста — Фред Исли (фр. Fred Isly)).
В 1900 году Рабье приобрёл дом в Ли (кантон Валансе) и вернулся в Эндр, на родину своих предков.

### Расцвет творчества

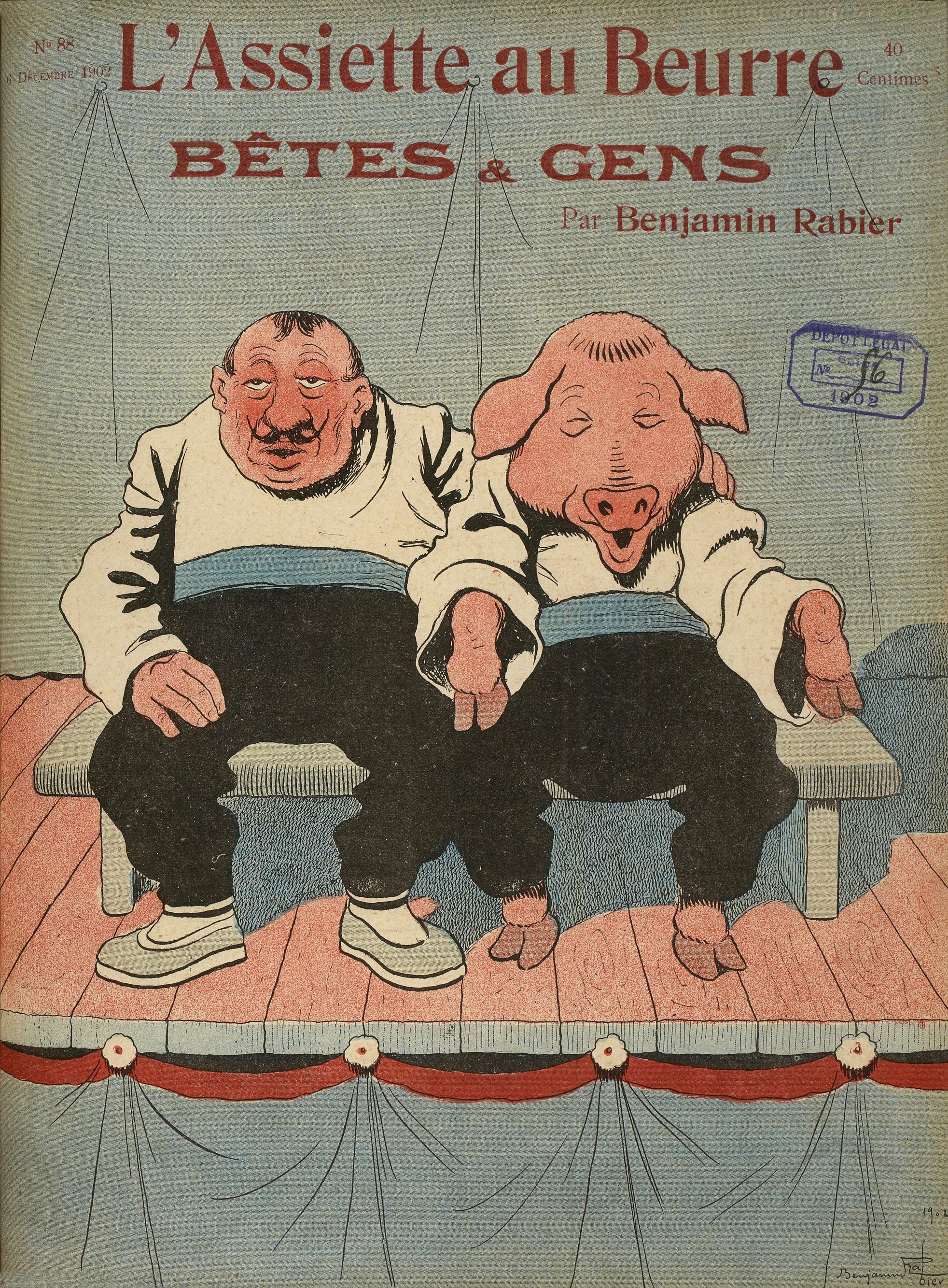
Б. Рабье. Люди и звери. Assiette au beurre

В начале XX века Рабье становится известным карикатуристом, сотрудничает с популярными иллюстрированными сатирическими журналами периода Belle Époque — «L'Assiette au beurre», «Chat Noir». С 1903 года работает с первым французским детским журналов комиксов «La Jeunesse illustrée», затем с другими журналами для детей и юношества, обращается к иллюстрированию басен Лафонтена (1906).
В 1905 году семья Рабье переезжает в выстроенный им особняк на улице Chasseloup-Laubat.
В 1907 году работы художника выставляются в Salon de l'école française, в 1910-м — в Salon du peuple. Автором предисловия к каталогу выставки выступил Гийом Аполлинер.
Рабье занимается созданием детских игрушек, с ноября 1907 по апрель 1908 года выпускает юмористическое периодическое издание для детей «Histoire comique et naturelle de animaux». Выступает также как драматург — в 1910 году поставлена его первая пьеса «Дурацкий замок» (фр. «Le chateau des loufoques»), за ней последовали другие работы для театра — «Моя вдова развлекается» (фр. «Ma veuve s’amuse»), в соавторстве с Жозе Бери и др. Спектакли по пьесам Рабье ставились в театрах Клюни, Батаклан, Дежазе и др.

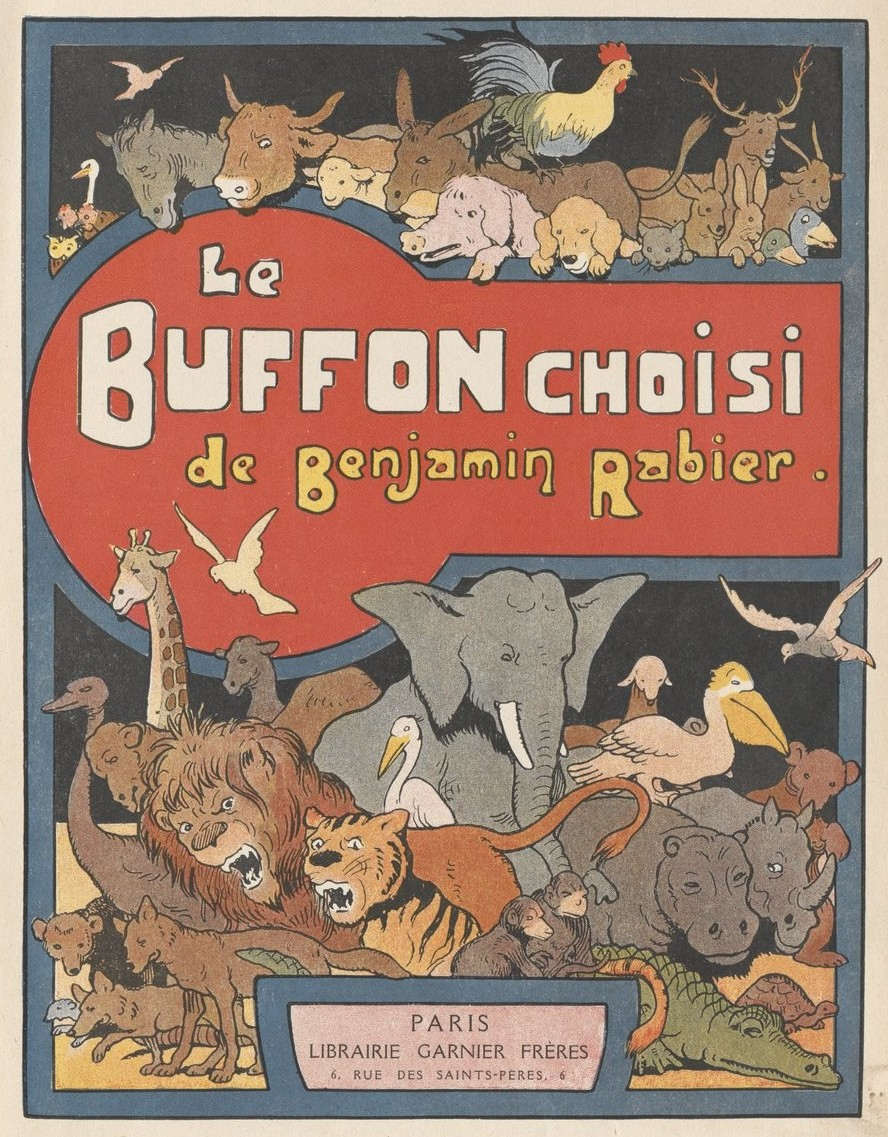
Обложка книги «Le Buffon choisi». 1913

Обращается к иллюстрированию французской средневековой сатирической эпопеи «Роман о Лисе» (фр. «Roman de Renart») в обработке Жанн Леруа-Аллэ (фр. Jeanne Leroy-Allais) (1909) и «Естественной истории» французского писателя-натуралиста Жоржа-Луи Бюффона (1907—1908, 1913).
В 1910 году после мозгового криза, связанного с переутомлением, Рабье оставляет работу заместителя инспектора в Ле-Аль.
В 1913 году становится кавалером Ордена Почётного легиона.
В годы Первой мировой войны Рабье создаёт цикл историй в картинках «Flambeau, chien de guerre» (1916), рассказывающий детям о войне на доступном им языке и воспитывающей в них дух сопротивления. Главный герой, не подлежащий призыву на военную службу домашний пёс по кличке Факел, отправляется на войну вслед за своим хозяином в качестве добровольца, принимает участие в боевых действиях и неизменно выходит победителем, поднимая настроение солдатам.
В 1916 году художник обращается к графической анимации — первые работы созданы совместно с Эмилем Колем («Flambeau au pays des surprises», «La journee de Flambeau», «Les Aventures de Clémentine», «Les fiancailles de Flambeau»), позднее Рабье продолжает работу один. В 1922—1925 годах им создан ряд графических работ для компании Pathé-Baby («La queue en trompette», «Les malheurs de Flambeau», «Les animaux de Benjamin Rabier», «Mиre l’oie a mangé la grenouille» и др.).
В июле 1917 года умер сын Бенжамен. Рабье продаёт дом в Ли.

### Наиболее известные работы

#### Смеющаяся корова
|                                                          |
|                                                          |
| Вверху: La Wachkyrie. 1919 Внизу: La Vache qui rit. 1926 |

Моя работа сложнее, чем можно представить. Рисовать зверей — это детство искусства: придать им грустное или весёлое выражение — в этом всё дело. <…> C собакой ещё проходит, но заставить смеяться корову!
Бенжамен Рабье
В 1917 году рисунок Рабье выигрывает в конкурсе на эмблему грузовиков для перевозки мяса, объявленном Военным министерством. Эмблема в коричневых тонах, представляющая голову смеющейся коровы, получила название «la Wachkyrie», являющееся аллюзийной насмешкой над воспетыми в операх Рихарда Вагнера божествами германской мифологии, направленной на поднятие боевого духа во французской армии.
После войны во Франции стал популярен фокстрот «La Wachkyrie» («Souvenir de la guerre»), на обложке нотной партитуры воспроизводился рисунок Рабье.
В 1923 году по просьбе сыродела Леона Беля Рабье перерабатывает эмблему для логотипа марки плавленого сыра «Смеющаяся корова» (фр. «La Vache qui rit»): корова изменила цвет с коричневого на красный (дань моде на фовизм) и обрела более женственный облик с помощью украшений — серёжек в виде круглых коробок с рекламируемым сыром.
В числе вариаций Рабье на тему — рисунки для упаковок сыров «Корова из Юра» (фр. «La vache du Jura»), «Счастливая корова» (фр. «La vache heureuse»), «Ревущий телёнок» (фр. «Le veau qui pleure»), этикетка колбасы «Поросёнок, который смеётся» (фр. «Le cochon qui rit»).

#### Приключения Гедеона
В 1923 году Рабье возвращается к работе для театра, занимается также иллюстрированием книг для детей. В этом году им создан новый анималистический персонаж детских комиксов — утка Гедеон, отличающаяся от сородичей необыкновенно длинной шеей. В 1923—1939 годах художником выполнены 16 альбомов, посвящённых приключениям Гедеона, разворачивающимся в Триполитании и Соединённых Штатах Америки.
Альбомы серии:
- Gédéon (1923)
- Gédéon Sportman (1924)
- Gédéon en Afrique (1925)
- Placide et Gédéon (1926)
- Gédéon mécano (1927)
- Gédéon s’amuse (1928)
- Gédéon comédien (1929)
- Gédéon dans la forêt (1930)
- Gédéon chef de brigands (1931)
- Gédéon roi de Matapa (1932)
- Gédéon traverse l’Atlantique (1933)
- Gédéon se marie (1934)
- Gédéon est un bon garçon (1935)
- Gédéon Grand Manitou (1938)
- Gédéon fait du ski (1938)
- Les dernières aventures de Gédéon (1939)

### Рекламная работа
Бенжамен Рабье создавал также литографии для школьных кабинетов, театральные афиши, рекламные плакаты, открытки.
Кит, появившийся в альбоме серии «Приключения Гедеона», дал имя образованной в 1934 году фирме «La Baleine», выпускающей морскую соль, рисунок Рабье послужил основой для её эмблемы, воспроизводившейся на коробках с продукцией.
Кроме широко известных товарных эмблем «La Vache qui rit» и «La Baleine» Рабье рисовал этикетки к упаковкам других сыров, конфет, сардин и др. В числе рекламируемых им товаров известных торговых марок были зубная паста «Gibbs», шоколад «Félix Potin», тоник «Ricqlès», какао «Révillon», лосьон «Pétrole Hahn», детское питание «Fallières», сироп «Gaїarsol» и др.

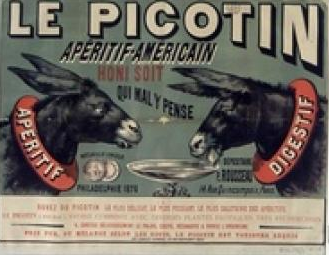
Пикотин

Не вся рекламная продукция Рабье приносила удачу заказчикам. По заказу владельцев винокуренного предприятия под Парижем, задумавших выпуск «американского аперитива» — ликёра из овса под названием «Пикотин», Рабье выполнил рекламный плакат, изображающий двух ослов, пьющих ликёр. Неизвестно, принадлежала ли идея заказчикам или самому художнику. Конкурирующая фирма «Picon», возмущённая сходством названий со своей продукцией, ночью наклеила поперёк плакатов Рабье надпись: «Ну, наконец-то, напиток для полных ослов». Реклама погубила продукт — аперитив остался в истории как «что-то тесно связанное с ослами».

### Последние годы
В 1924 году зять Рабье приобрёл дом в Фавроле в департаменте Эндр, художник снова стал бывать на земле своих предков.
В 1936 году создаёт серию малоформатных художественных альбомов для английских издателей, иллюстрирует книги Энид Блайтон.
Художник продолжал работать до последних лет жизни.
Бенжамен Рабье умер в 1939 году в Фавроле. Похоронен на местном кладбище.

## Творческие особенности
Я не никогда не рисую с натуры, как делает большинство моих коллег. Мои средства этого не позволяют. Мои модели так трудно достать, и они так дороги! В этом году вздорожали львы и слоны.
Бенжамен Рабье. 1902
Биограф Рабье Оливье Калон указывает, что художник «маниакально» следил за отточенностью карандашей, затачивал их с помощью специальных лезвий, скальпелей, скребков и бритв.
Рисунки выполнялись им быстро — лёгкими, точными, стремительными росчерками, которым предшествовало много набросков, эскизов и заготовок. Будучи самоучкой, Рабье самостоятельно изучал человеческую анатомию, работал над лаконичностью линий, передающих динамику движения. Вначале создавались карандашные эскизы, затем Рабье заполнял объёмы акварелью или тушью. Художник никогда не рисовал с натуры.

## Оценки
Гийом Аполлинер в предисловии к каталогу выставки работ художника 1910 года писал:

Несомненно, что ни один из художников не знает мир животных лучше Бенжамена Рабье, никто не владел и не владеет более смешной манерой изображения сцен из их жизни — практически человеческой.
Оригинальный текст (фр.)Il est certain que nul mieux que Benjamin Rabier ne paraît au courant de tout ce qui se passe chez les animaux, nul n’a dessiné et ne dessine de plus amusante façon les scènes de leur vie quasi humaine.

Отмечая, что оценка Аполлинера не утратила актуальности со временем, «Энциклопедия Универсалис» называет главной работой Рабье иллюстрации к басням Лафонтена, впервые изданные «Tallandier» в 1906 году и многократно переиздававшиеся. В энциклопедии «Le Petit Robert» отмечено стилистическое единство иллюстраций художника к книгам для детей и басням Лафонтена, определённое как «простота и весёлость».

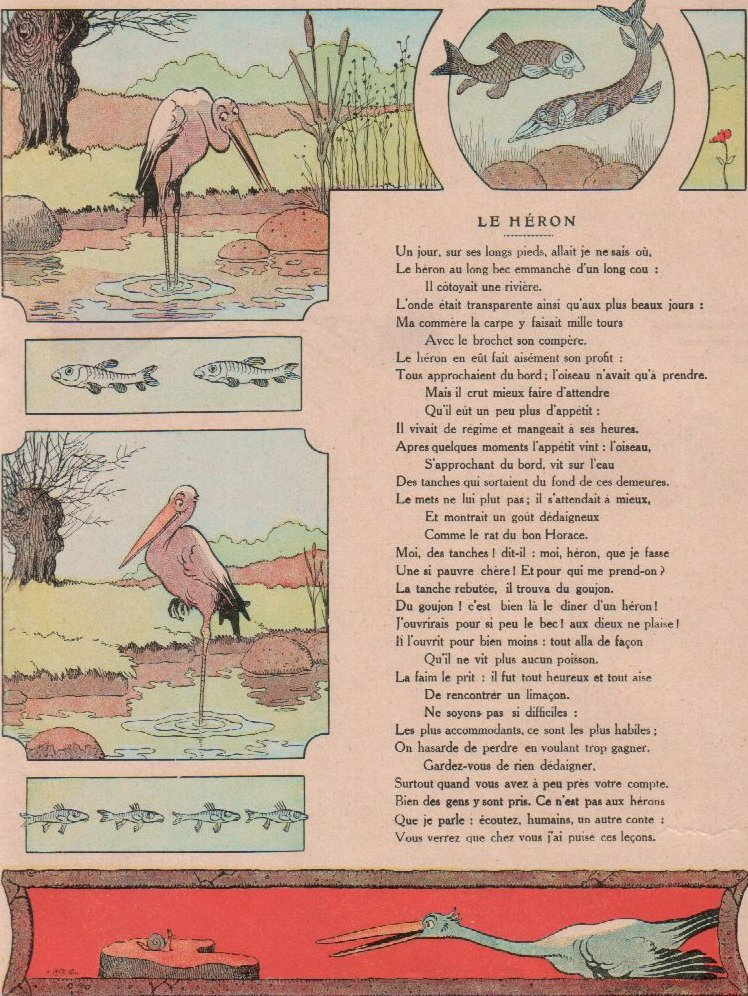
Иллюстрации Б. Рабье к басне Лафонтена «Цапля». 1906

Наиболее известными работами, по оценке критиков, стали эмблема «Смеющаяся корова» и серия приключений Гедеона. Биограф художника Оливье Калон (фр. Olivier Calon) отмечает, что Рабье более известен как «Monsieur Vache qui Rit» и «Monsieur Gédéon». Искусствовед Франсуа Робишон (фр. François Robichon) определяет Рабье как «человека, который рассмешил животных».
Бельгийский художник Эрже, говоря о работах Рабье, признавался:

Я был немедленно покорён. Потому что эти рисунки были очень простыми. Очень простыми, свежими, несущими здоровое веселье и идеально читаемыми. Несколькими чёткими росчерками сказано всё: декорации обозначены, актёры на местах: комедия может начинаться.
Оригинальный текст (фр.)J’ai été immédiatement conquis. Car ces dessins étaient très simples. Très simples, frais, robustes joyeux, et d’une lisibilité parfaite. En quelques traits bien charpentés tout était dit : le décor était indiqué, les acteurs en place ; la comédie pouvait commencer.

Рабье, стоявшего у истоков мультипликации, называют предшественником Уолта Диснея. Художника называют также провозвестником техники «чистой линии», выработанной Эрже.

## Влияние и заимствования

### Реклама
В середине 1920-х годов на французском рынке сырной продукции появилось множество имитаций «Смеющейся коровы» и разнообразных вариаций на тему этикетки Рабье — «Улыбающаяся корова» (фр. «La vache qui sourit»), «Говорящая корова» (фр. «La vache qui parle»), «Читающая корова» (фр. «La vache qui lit»), «Учёная корова» (фр. «La vache savante»), «Брыкающаяся корова» (фр. «La vache qui rue») и др., в ассортименте были представлены также «Смеющаяся обезьяна» (фр. «Le Singe qui rit»), «Смеющаяся коза» (фр. «La chèvre qui rit»), «Смеющийся кот» (фр. «Le chat qui rit») и др.
Имитировалась и выполненная Рабье этикетка сыра «Ревущий телёнок» (фр. «Le veau qui pleure») под названием «Жалующийся телёнок» (фр. «Le Veau qui se lamente»).
В 1926 году фирма «Грожан» (фр. «Grosjean») выпустила сыр под названием «Серьёзная корова» (фр. «La vache sérieuse») с меняющимися слоганами: «В серьёзных домах — серьёзные коровы», «Свойство человека — смех, коровы — серьёзность» и пр. Фирмы вступили в конкурентную борьбу. Слоган «Грожан» 1954 года «Будьте серьёзны… не позволяйте себя обманывать», содержащий открытую критику фирмы Беля, послужил началом многолетнему громкому судебному процессу между сыроделами, освещавшемуся в прессе под названием «Война коров» и закончившемуся победой «Смеющейся коровы» в 1959 году. Суд обязал фирму «Грожан» изменить имя торговой марки, сыр «Серьёзная корова» получил название «Корова Грожан».

### Книжная иллюстрация
Книги с иллюстрациями Рабье издавались в разных странах, в том числе дореволюционной и советской России.
Ряд источников указывает на заимствование художником Эрже, автором известного комикса «Приключения Тинтина» (1929—1976), образа главного героя и сюжета книги «Tintin Lutin» (1898), а также изобразительной манеры Рабье. По мнению английского художника и писателя Тома Маккарти, «всё творчество Эрже можно <…> назвать détournement произведения Рабье».
«Энциклопедия Универсалис» отмечает, что это заимствование остаётся гипотетическим, поскольку прямых подтверждений Эрже знакомства с книгой Рабье нет. Согласно сообщению самого Эрже, об этой книге Рабье он узнал только в 1970 году.
Темы рисунков Рабье иногда заимствовал художник Николай Радлов, сообщая об этом читателю на обороте титульного листа.

## Наследие и память
Наследие Рабье насчитывает свыше 6000 рисунков, 200 альбомов для детей, около 20 пьес, 15 графических анимаций, 200 открыток.
В числе созданных художником персонажей шалун Мартин (фр. Tintin-Lutin), хитрый лис Ренар, утка Гедеон (фр. Gédéon), военный пёс Факел (фр. Flambeau), медведь Паке (фр. Paquet), коза Аглая (фр. Aglaé), поросёнок Анатоль (фр. Anatole), кот Тоби (фр. Toby), корова Сидони (фр. Sidonie) и др.
- Злоключения кота. 1908

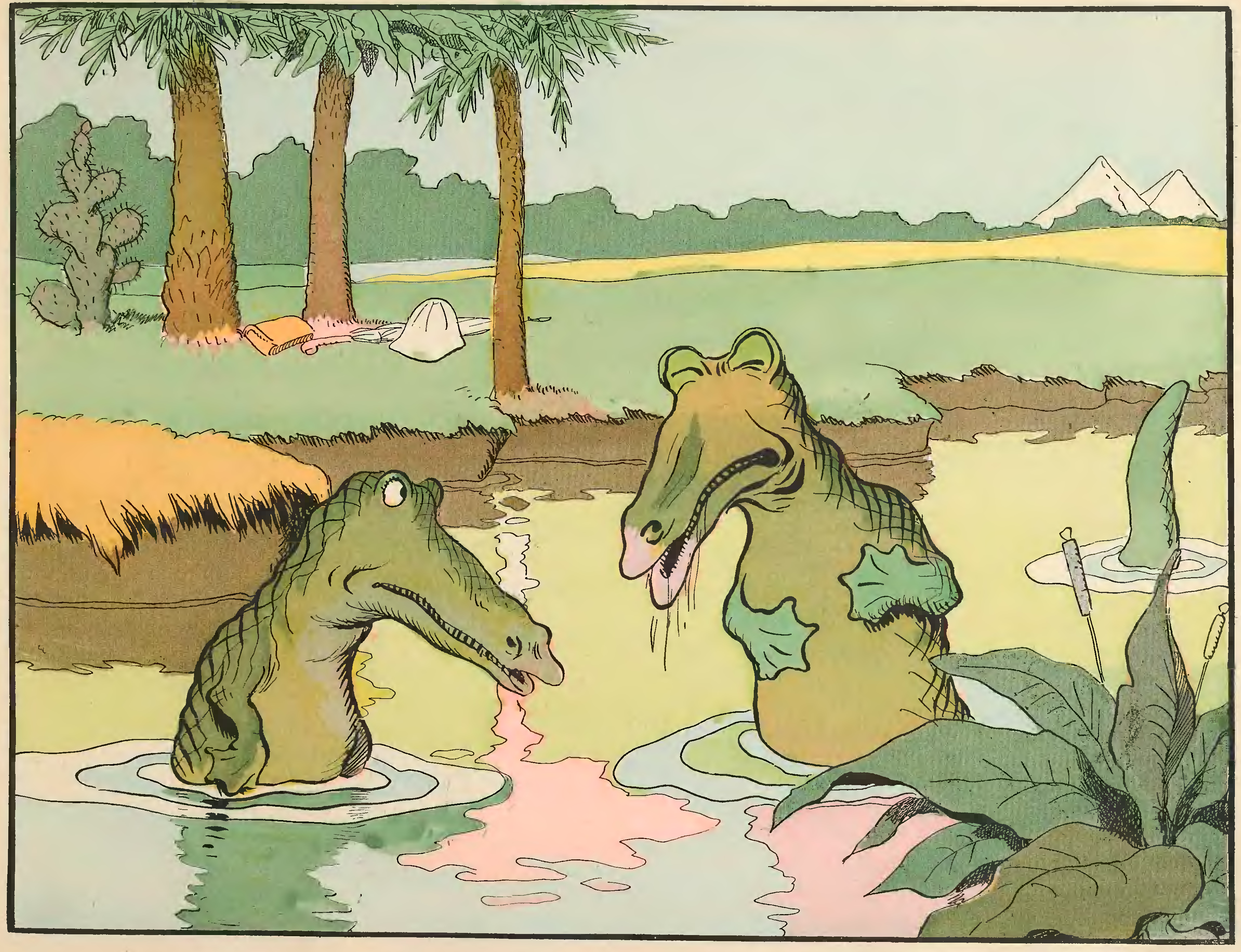
Маленькие горести из жизни животных. 1923
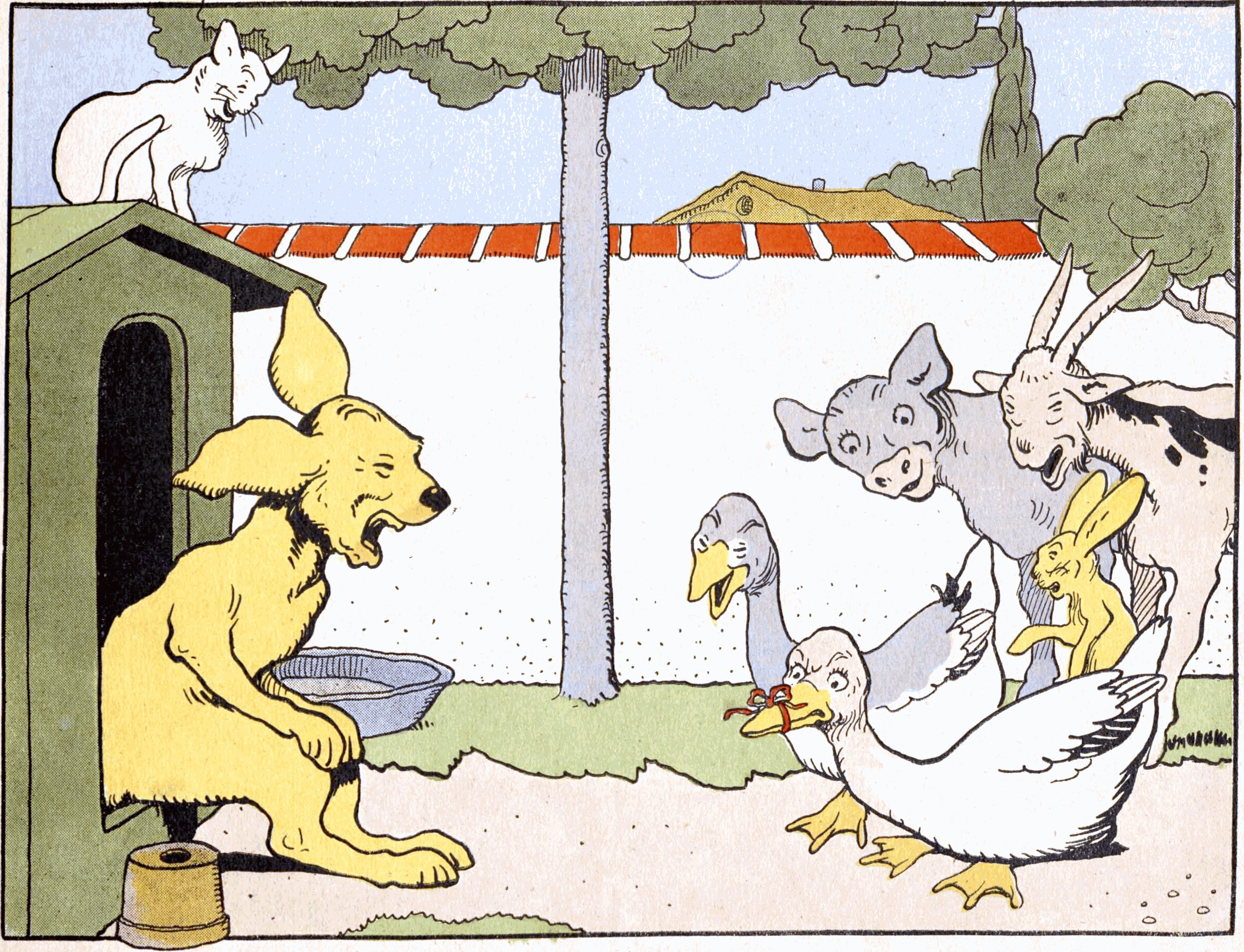
Болтунья. 1926

В 1976 году французским режиссёром Мишелем Осело была снята серия короткометражных мультфильмов по сюжетам комикса «Приключения Гедеона». В 1990-х годах альбомы серии переизданы французским издательством «Hoëbeke». В 1993 году им же выпущена биография художника — «Бенжамен Рабье, человек, который рассмешил животных» (фр. «Benjamin Rabier, l'homme qui fait rire les animaux»), написанная искусствоведом Франсуа Робишоном. В 2004 году парижским издательством «Tallandier» выпущена биография Рабье, написанная историком, специалистом по детской иллюстрации Оливье Калоном.
Работы Рабье находятся в Муниципальном музее Ла-Рош-сюр-Йон, Национальной библиотеке Франции и частных коллекциях.
Во Франции проходят посмертные выставки работ художника, конференции, посвящённые исследованию его творчества.
В 2013 году выпущен документальный фильм о художнике — «Бенжамен Рабье, человек, который рассмешил животных» (фр. «Benjamin Rabier, l’homme qui fait rire les animaux»; режиссёр Марк Файе (фр.  Marc Faye)).

## Выставки
- 1907 — Salon de l'école française[7]
- 1910 — Salon du peuple[7]
- 11 октября 2014 — 31 августа 2015 — «Benjamin Rabier: Il n’y a pas que la vache qui rit !» (Музей детской иллюстрации[фр.] (MIJ), Мулен, департамент Алье)[3]
- 29 мая — 1 ноября 2015 — «L’esprit des bêtes : Le rire de Benjamin Rabier» (Musée de l'image[фр.], Эпиналь, департамент Вогезы)[38]

## Комментарии
1. ↑  В «Encyclopædia Universalis» отмечено, что в автобиографии (1902) Рабье убавил себе 5 лет, указав год рождения: 1869. Неверная дата встречается в литературе о художнике.
2. ↑   Сестра Альфонса Алле.
3. ↑  В числе участников конкурса был художник Франциск Пулбо[фр.].
4. ↑  Игра слов: Walkyries — Валькирии; La Vache — корова; qui rit — которая смеётся (фр.).
5. ↑  «Гедеон пересекает Атлантику» (фр. «Gédéon traverse l’Atlantique»), 1933.
6. ↑  фр. La Baleine — кит.
7. ↑  фр. Picotin — старинная мера овса, ¼ буассо.
8. ↑  Фигурировали также названия «Le Grosjean» и  «Хорошая корова»  («La bonne vache»).